# Bura
 Ovo je glavno značenje pojma Bura. Za druga značenja pogledajte Bura (razdvojba).
Bura je jak, suh i hladan, mahovit (naglo mijenja smjer i brzinu) i turbulentan vjetar s kopna, koji pretežno u hladno doba godine puše duž istočne obale Jadranskoga mora. Naziv vjetra je sveslavenskog porijekla, njegovo značenje je "vihor, zao vjetar". U drugim slavenskim jezicima postoje slični nazivi: bora u ruskom jeziku, bilrja i bora u ukrajinskom itd.
U unutrašnjosti za bure pušu umjereni sjeverni i sjeveroistočni vjetrovi s kopna koji se ubrzavaju prelazeći preko planinskih lanaca, osobito na mjestima gdje postoje sniženi gorski prijevoji (na primjer Senjska vrata), pa se pritom bura pojavljuje kao padajući, slapovit vjetar, to jest ima izrazitu, prema dolje usmjerenu komponentu gibanja. Bura puše više dana, rijetko 2 do 3 tjedna (s prekidima), i jača je noću, a na našoj obali može katkad dosegnuti i orkansku jakost. Najjača je na području Tršćanskog i Kvarnerskog zaljeva, u Velebitskom kanalu, osobito kraj Senja, u Ninskom zaljevu, Kaštelanskom zaljevu i kraj uvale Vrulje (između Omiša i Makarske). Na obali od Trsta do Dubrovnika česte su bure s brzinama od 20 do 35 m/s (od 70 do 125 km/h), koje prekidaju promet na izloženim mjestima i između obale i otoka. U kanalima je opasna za manje brodove jer se može pojaviti iznenada, gotovo bez ikakva predznaka, i odmah zapuhati orkanskom snagom. 
Učestalost bure smanjuje se od sjevera Jadrana prema jugoistoku. Na moru bura svojim udarima raspršuje morsku vodu u vrlo sitne kapljice i pjenu stvarajući tanak, magličast sloj, takozvano dimljenje mora (lat. fumarea). Prema otvorenom moru brzina bure se smanjuje i mahovitost slabi, ali su valovi sve veći. Ciklonalna bura (bura scura ili mračna bura) nastaje kada se nad Sredozemnim morem nalazi izraženo polje sniženoga tlaka (ciklona), a nad istočnim dijelom europskoga kontinenta anticiklona. Praćena je oblačnim, kišovitim, čak i snježnim vremenom. Anticiklonalna bura (jasna bura, vedra bura) nastaje kada nad europskim kontinentom postoji jako izražena anticiklona, koja se pruža i do naših krajeva, dok je nad Sredozemljem slabije izražena depresija. Vidljivost za vrijeme i nakon anticiklonalne bure jako je dobra, a vrijeme vedro i suho. 
Bura mehaničkim djelovanjem, sušenjem tla i stvaranjem posolice onemogućava razvoj vegetacije na izloženim sjevernim dijelovima pojedinih otoka sjevernoga Jadrana. Slični vjetrovi pojavljuju se i u drugim dijelovima svijeta: na sjeveroistočnoj obali Crnoga mora, na obali Bajkalskoga jezera (sarma), na oceanskim obalama Japana (oroši), u Novoj zemlji i drugdje.

## Nastanak bure
Bura nastaje tako što se hladan zrak iz kopnenog zaleđa ruši niz strme obronke gorskog lanca i kroz uske primorske drage prema moru, pa struja zraka, gibajući se niz strmu kosinu, postiže uz neke uvjete vrlo veliku brzinu. Ima izrazitu okomitu komponentu gibanja (odatle naziv padajući vjetar) te jaku nemirnu struju zraka ili turbulentnosti. Ova se osobina očituje osobito u tome što glavna struja vjetra nije jednolična, pa tako bura puše na mahove, pri čemu se slabiji i jači udarci refuli (tal. raffica, tal. dial. refolo) odmjenjuju uz kraće ili duže stanke, za kojih vjetar znatno oslabi.
Opći su preduvjeti za nastanak bure da uz topografski značajnu konfiguraciju tla (relativno strmu terensku kosinu, koja leži na rubu prostranijeg gorskog masiva), moraju vezati dva klimatski različna, inkoherentna područja (prostrano hladno kopneno zaleđe i toplo more).
S meteorološkog gledišta, elementi pogodni za razvoj bure moraju djelovati kongruentno s razvojem tla.[razvitak "tla"?] Meteorološki preduvjeti dolaze do izražaja u značajnoj razdiobi temperature i tlaka zraka. Velika i trajna toplinska razlika između hladnog zaleđa i toplog morskog područja podno terenske kosine čini da se duže održava velik barički gradijent (velika razlika barometrijskog tlaka na razmjerno malim udaljenostima). Barički gradijent, usmjeren u pravcu predjela nižeg tlaka nad morem, važan je preduvjet za to da se pokreću uzdužne mase od zaleđa prema moru.
Opisana razdioba meteoroloških elemenata temperature i tlaka nastupa redovno u zimsko doba, kad polarni hladni zrak prekriva srednju Europu i stvara ovdje široko područje visokog tlaka zraka (anticiklonu), dok u južnoj Europi vladaju istodobno više temperature i razmjerno niži tlak.

### Trajanje bure i brzine
Bura zna potrajati i po više dana, počinje obično dosta naglo, a jenjava nešto polakše. Brzina struje zraka kod udaraca jače bure vrlo je velika te često prelazi 20 m/s (72 km/h), što po Beaufortovoj ljestvici za jačinu vjetra odgovara stupnju 9, a katkad premašuje 50 m/s (oko 180 km/h). Pojedini udarci bure često i znatno mijenjaju svoju jačinu i smjer, te se po smjeru katkada znatno razlikuju od općeg smjera glavne struje vjetra. Značajno je kod bure, da dnevni hod jačine vjetra ima dvostruku periodu: glavni maksimum i minimum jačine padaju oko 21h i 14h, sporedni na 7h i 2h.
Rušeći se prema moru bura svojim udarcima pokreće i diže morsku vodu stvarajući vrlo nemirno more i raspršuje ga u vrlo sitne kapljice, od kojih se na moru stvara osebujna, katkada neprozirna magla (fumarea); od koje se na površini predmeta i raslinja stvara posolica (slana), to jest naslaga morske soli, koja znatno uništava vegetaciju.
Bura je hladan i suh vjetar pa snižava temperaturu i vlagu. Svojstvo bure je što vjetar zbog dinamičkog zagrijavanja zraka pri njegovom spuštanju u nižu površinu sprečava kondenzaciju vodene pare, a time i nastajanje oblaka i mogućnost padanja oborina.
Najveća brzina bure izmjerena je od 22. do 25. prosinca 2003. na autocesti A1 od čvorišta sv. Roka do čvorišta Posedarja. Brzina udara vjetra tada je dosegla 304 km/h.

### Doseg bure
Opseg i doseg bure obično nije velik, no pod određenim uvjetima može uz mjesne razlike u jakosti i smjeru vladati istodobno i na većem dijelu morske obale i u neposrednom zaleđu. Ona puše najjače na obali, u uskim primorskim dragama i prijelazima na gorskom bilu. U daljem gorskom zaleđu vjetar je istodobno znatno slabiji te obično nema značajnih osobina bure; na moru, nešto udaljenije od obale, snaga bure opada dosta naglo, tako da na tu stranu doseže do desetak morskih milja. Katkada ona zahvaća velikom snagom i udaljenije otoke našeg primorja, a katkada puše samo na jednom dijelu obale, gdje su prilike za njen razvoj osobito povoljne.

## Vrste bure
Razlikuju se dvije vrsti bure: anticiklonalna i ciklonalna. Kod ciklonalne bure je značajno, da se uz visoki tlak u srednjoj Europi istodobno nalazi na Jadranu jača barometrijska depresija, dok kod anticiklonalne nema izrazite depresije, ali postoji pruga izrazito višeg tlaka nad našim primorjem.

### Anticiklonalna bura
Kod anticiklonalne bure vlada obično dosta vedro vrijeme, samo je vrh gorskog bila stalno zastrt sa za ovu vrstu bure značajnim stojnim oblakom ("brv"). 

### Ciklonalna bura (škura bura)
Kod ciklonalne bure opći je smjer vjetra više sjeverni nego sjeveroistočni ili istočni, nebo je obično oblačno (otud naziv škura bura od tal. bora scura), a katkada prati ovu buru i nešto kiše ili snijega, a uzrok je što se nad strujom bure održava mnogo toplija struja vlažnog zraka (južina, scirocco), koja kod uzdizanja kondenzacijom vodene pare daje veliku naoblaku i oborine.

## Vjetrovi slični buri
Po vanjskim učincima jača, a i po znatnijem snižavanju temperature poznata je 
- Kavkaska bura kod Novorosijska na sjeveroistočnoj obali Crnoga mora, gdje bura dolazi kroz klanac Marhot i ruši se prema luci grada. Značajno je, da je visinska razlika ovdje manja (400 m) nego u našem primorju, pa ipak bura postiže vrlo veliku snagu.
- Bura koja vlada u Arktiku na Novoj Zemlji ima slične uvjete i značajke kao i na ostalim mjestima.
- Buri je po učinku i karakteru posve srodan vjetar mistral, koji se kao uobičajena pojava javlja na francuskoj i ligurskoj obali Sredozemnog mora.
- Buri su posve srodni i vjetrovi, koji zimi s kopna pušu u sjevernijem dijelu norveške obale, kao i vjetrovi na pacifičkoj obali Srednje Amerike (pod imenom Tehuantepecer), koji se ruše s visokih Kordiljera prema moru.
- Slični vjetrovi pušu i na obali Perzijskog zaljeva, zaljeva Oman, na južnoj obali Arabije, a mjestimično i u Antarktiku i drugdje.

## Utjecaj bure
Utjecaj bure na kraj, u kome vlada, odražava se mnogostruko.
Po mehaničkim učincima može bure zbog razorne snage biti vrlo štetna građevinama i brodovima, znatno sprječava i ugrožava kopneni i pomorski promet i uništava veći dio vegetacije, osobito drveće i šume, kod čega osim mehaničkog utjecaja dolazi još i djelovanje posolice. Goli krš našega primorja bez sumnje je više posljedica djelovanja bure nego utjecaja pedološkog karaktera ili drugih klimatskih uvjeta.
S fiziološko-balneološkog (terapeutskog) gledišta može utjecaj bure biti specifično različan, no načelno se bura u tom pogledu može smatrati povoljnim čimbenikom, jer izdašno dovođenje čistoga gorskog zraka i njegovo snažno miješanje s toplijim morskim zrakom uz neko sniženje temperature osvježuje organizam, dok istodobno suhoća zraka pospješuje transpiraciju, a udarci vjetra (ako nisu prejaki) vrše povoljne fiziološke podražaje. Pritom će ponešto utjecati i sadržaj sitno raspršene morske soli i joda u zraku, a vjerojatno u nekoj mjeri i njegova ionizacija. Samo u slučajevima, kad je bura vrlo hladna i prejaka, postaje fiziološki nepodnošljiva i opasna.
I u društvenom je pogledu u životu čovjeka utjecaj bure razvidan; on se odrazio na primjer u načinu gradnje kuća (niski jaki krovovi), u izgradnji naselja (odabiranje zaštićenih mjesta), u načinu uzgajanja šumskih i poljodjelskih kultura (izbor otpornih vrsta i zaštita), u osobito razvijenom osjećaju pomoraca za upoznavanje promjena vremena i u njihovim otpornim sposobnostima pri otežanom brodarskom prometu i ribarenju kao i općenito u tipu čovjeka i njegovu živu temperamentu, načinu života i naviklosti za borbu s nesklonim prirodnim elementom.

### Temperatura
Za održavanje bure kroz duže vremena bitan je momenat stalan pridolazak hladnog (polarnog) zraka u zaleđu uz postojanu toplinsku opreku između oba područja. U pogledu ove temperaturne razlike važno je istaknuti, da je u zoni granice oprečnih klimatskih tipova i okomito opadanje temperature i općenito uzevši vrlo naglo, a osobito je taj pad temperature s visinom velik, kad postoje preduvjeti za buru. Taj okomiti temperaturni gradijent premašuje tada iznos takozvanog adiabatičkog gradijenta (1° C/100 m), a s time je u savezu, da takozvana potencijalna temperatura mora biti u gornjoj razini niža nego u donjoj. To znači, da kod bure hladni zrak, silazeći u nizinu usprkos znatnom dinamičkom ugrijavanju ipak nadolazi razmjerno hladniji od zraka u nižem području. Ipak treba naglasiti, da temperatura zraka nadošlog s burom nije redovno (po apsolutnom iznosu) abnormalno niska. Fiziološki osjećaj hladnoće dolazi dijelom od spomenute temperaturne razlike, a u velikoj mjeri i od nagloga isparivanja vlage na ljudskoj koži (zbog suhoće zraka i njegove snažne i brze izmjene), a ovo znatno snižava temperaturu kože.
Znanstveno istraživanje bure ispituje podatke o brzini i smjeru struje zraka, o unutarnjoj strukturi vjetra i općim meteorološkim prilikama, kod kojih ona nastaje. Podaci o brzini i smjeru dobivaju se mjerenjem ili registracijom na posebnim spravama (anemometrima ili anemografima).

## Narodna vjerovanja
|  | Wikizvor ima izvorni tekst Bura |

|  | Wikizvor ima izvorni tekst Planine/Kapitul 4 |

U narodnim vjerovanjima, postoje razne legende o Buri u liku mlade djevojke. Petar Zoranić u svom romanu Planine zapisao je jednu verziju legende. Prema toj narodnoj priči, Bura je bila mlada i vrlo lijepa, ali i ohola djevojka, plemenitog roda. Zbog svoje naprasitosti i oholosti, odbijala je redom sve prosce. Svoju ljepotu ipak je previše hvalila i dičila se njome, i jednom prilikom izjavila je da je ljepša i od samih besmrtnih vila. Zbog takve oholosti, Bog ju je ošinuo gromom i bacio u pakao. Kad god neka žena zgriješi istim grijehom, ohološću, ona gorko uzdahne sjećajući se svog nekada sretnog života. Od njenih uzdaha nastaje snažan i hladan vjetar, bura.
Prema drugoj legendi, bura je djevojka koja se muči i ranjava po krovovima i drveću kad netko opsuje vjetar. Za osvetu, može onome tko je opsovao vjetar zapaliti kuću iskrom iz dimnjaka. Zbog toga, prema narodnim običajima, buru se nikad nije smjelo opsovati.

### Izreke
- Narodna izreka iz Dalmacije za jačinu bure: "Na Dinari se rodila, u Makarskoj krstila, a u Senj udala."
- Na sjevernom Jadranu kažu: "Bura se rađa u Senju, caruje u Bakru, a piruje u Trstu."
- U gradu Pagu kažu: "Covik lavra i snuje, a bura odlucuje!", ova izreka se odnosi na paške vinograde i polja koja unatoč ljudskom radu i nadanju u ubiranju plodova trebaju vidjeti hoće li bura poštedjeti ili uništiti njihov rad.

## Vanjske poveznice
|  | Zajednički poslužitelj ima još gradiva o temi Bura |